# Leucorrhinia caudalis
Leucorrhinia caudalis é uma espécie de libelinha da família Libellulidae. 
Pode ser encontrada nos seguintes países: Áustria, Bélgica, Bielorrússia, Croácia, Dinamarca, Eslovénia, Estónia, Finlândia, França, Alemanha, Hungria, Letónia, Lituânia, Luxemburgo, Montenegro, Países Baixos, Noruega, Polónia, República Checa, Rússia, Sérvia, Suécia e Ucrânia.
Os seus habitats naturais são: pântanos e lagos de água doce. 
Está ameaçada por perda de habitat. 